# Federalnoje Agentstwo Prawitelstwennoi Swjasi i Informazii

Wappen des FAPSI

Die Föderale Agentur für Regierungsfernmeldewesen und Information (FAPSI; russisch: Федеральное Агентство Правительственной Связи и Информации - ФАПСИ) entstand als eigenständiger Nachrichtendienst im Zuge der Entflechtung des sowjetischen KGB im Jahre 1991 aus Teilen der 8. Hauptverwaltung (Regierungsfernmeldewesen) und 1. Hauptverwaltung (Auslandsaufklärung) und der 16. Verwaltung (Funkaufklärung). Im Jahr 2003 wurde dieser russische Nachrichtendienst wieder aufgelöst.

## Geschichte
Die FAPSI war zuständig für das Fernmeldewesen der Regierung, die Sicherung und Verschlüsselung der eigenen und Abfangen und Entschlüsselung fremder Telekommunikation, vorrangig politische und wirtschaftliche Informationsgewinnung. Ab Herbst 1993 war die FAPSI auch für die Lizenzvergabe an kommerzielle Anbieter von Telekommunikationsleistungen zuständig.
Im Zuge der Geheimdienstreform 2003 wurde sie auf Erlass des russischen Präsident Wladimir Putin aufgelöst. Die FAPSI-Abteilungen des Bereichs Informationsgewinnung wurden in den Inlandsgeheimdienst (FSB) integriert, das Regierungsfernmeldewesen unter dem Abteilungsnamen SSSI (russisch: Служба специальной связи и информации, Спецсвязь России) dem Nachrichtendienst des Präsidenten (FSO) zugeordnet.
Der russische Dienst hatte seine Zentrale in Moskau unter der Adresse 103031 Moskau, Bolschoj Kiselny Per., Haus 4.
Neben der Zentrale verfügte FAPSI über ein enges Netz von Regionalniederlassungen in allen russischen Provinzen.
FAPSI orientierte sich in Aufgabenstellung und Organisation an der US-amerikanischen National Security Agency. Zu ihren Pflichten gehörten die Bereitstellung und Absicherung sensibler Telekommunikationsinfrastrukturen für Regierung, Politik, Nachrichtendienste, Rüstungsindustrie, Militär und Botschaften. Sie betrieb Auslandsspionage durch eigene Abhörstationen im In- und Ausland, war Aufsichtsbehörde für russische Internetprovider (Lizenzvergabe), entwickelte, testete und ließ Spezial-Technik für den nationalen Telekommunikationssektor zu, überwachte das russische Internet mit dem System SORM-I/II, speicherte und analysierte Daten mit dem SOUD-System (Echelon-Pendant), ent- und verschlüsselte Nachrichten, bildete Personal an eigenen Spezialschulen aus und unterstützte alle anderen russischen Nachrichtendienste in Fachfragen der funk- und funktechnischen Aufklärung.

## FAPSI-Struktur
- Hauptverwaltung - Wissenschaftlich-technische Aufklärung (GNTU)
- Hauptverwaltung - Regierungsfernmeldewesen (GUPS)
- Hauptverwaltung - Informationssicherheit (GUBS)
- Hauptverwaltung - Funkelektronische Informationsgewinnung durch Aufklärung/zivile Funkaufküberwachung (GURRSS)
- Hauptverwaltung - Informationssystem (GUIS)
- Hauptverwaltung - Administration beim Stab (GAU)
- Hauptverwaltung - Kryptografie, zivile Funkaufklärung, Chiffrierwesen
- Hauptverwaltung - Zivile Informationen; mit

1. Informationszentrum & Informationsgesellschaft (ZIOS)
2. Zentrum für internationale Zusammenarbeit (ZMS)
- Pressezentrum
- Hochschule für Kryptografie
- Hochschule für Regierungsfernmeldewesen und Information
- Wissenschaftlich-technisches Zentrum ATLAS & INTELLEKT
- Spezialtruppen für Regierungsfernmeldewesen und Information
- Spezial-Funkaufklärungseinheiten
- Spezial-Ingenieurbaueinheiten

## Inlandsniederlassungen/Zentren für Regierungsnachrichtenwesen SSSI FSO RF seit 1. Oktober 2002
- I. Zentraler Föderalbezirk (Moskau)
  - Zentrale Moskau - Москва Б. Кисельный пер, 4
  - 01. Zentrum Regierungsnachrichtenwesen Bezirk Belgorod - Белгород Фрунзе, 48а
  - 02. Zentrum Regierungsnachrichtenwesen Bezirk Brjansk - Брянск Горького пер, 6
  - 03. Zentrum Regierungsnachrichtenwesen Bezirk Wladimir - Владимир Октябрьский пр, 38
  - 04. Zentrum Regierungsnachrichtenwesen Bezirk Woronesch - Воронеж-30 Маркса, 96
  - 05. Zentrum Regierungsnachrichtenwesen Bezirk Iwanowo - Иваново-2 Громобоя, 6
  - 06. Zentrum Regierungsnachrichtenwesen Bezirk Kaluga - Калуга-1 Ленина, 72
  - 07. Zentrum Regierungsnachrichtenwesen Bezirk Kostroma - Кострома-2 Симановского, 3
  - 08. Zentrum Regierungsnachrichtenwesen Bezirk Kursk - Курск-1 Добролюбова, 6
  - 09. Zentrum Regierungsnachrichtenwesen Bezirk Lipezk - Липецк Советская, 13
  - 10. Zentrum Regierungsnachrichtenwesen Bezirk Orjol - Орел-28 Салтыкова-Щедрина, 29а
  - 11. Zentrum Regierungsnachrichtenwesen Bezirk Rjasan - Рязань Ленина, 48
  - 12. Zentrum Regierungsnachrichtenwesen Bezirk Smolensk - Смоленск ФЭД, 13
  - 13. Zentrum Regierungsnachrichtenwesen Bezirk Tambow - Тамбов-2 Сергеева-Ценского, 26
  - 14. Zentrum Regierungsnachrichtenwesen Bezirk Twer (Feldpostnummer 52142) - Тверь наб. Никитина, 92б
  - 15. Zentrum Regierungsnachrichtenwesen Bezirk Tula - Тула Садовый пер, 1
  - 16. Zentrum Regierungsnachrichtenwesen Bezirk Jaroslawl - Ярославль-28 Некрасова, 22
- II. Föderabezirk Nord-West (St. Petersburg)
  - Zentrale St. Petersburg - СПб-23 Захарьевская, 6
  - 01. Zentrum Regierungsnachrichtenwesen Republik Karelien - Петрозаводск-35 Герцена, 15а
  - 02. Zentrum Regierungsnachrichtenwesen Republik Komi - Сыктывкар-1 Кирова, 38
  - 03. Zentrum Regierungsnachrichtenwesen Bezirk Archangelsk - Архангельск-61 Троицкий пр, 54
  - 04. Zentrum Regierungsnachrichtenwesen Bezirk Wologda - Вологда-35 Пушкинская, 22
  - 05. Zentrum Regierungsnachrichtenwesen Bezirk Kaliningrad (Feldpostnummer 28787) - Калининград Советский пр, 23
  - 06. Zentrum Regierungsnachrichtenwesen Bezirk Murmansk - Мурманск-38 Ленина, 37
  - 07. Zentrum Regierungsnachrichtenwesen Bezirk Nowgorod (Feldpostnummer 94722) - Новгород-1 Б. Санкт-Петербургская, 2/9
  - 08. Zentrum Regierungsnachrichtenwesen Bezirk Pskow - Псков Октябрьский пр, 48
- III. Südlicher Zentralbezirk (Rostow am Don)
  - Zentrale Rostow am Don - Р-н-Д 44-1702, 40-5453, 40-6907
  - 01. Zentrum Regierungsnachrichtenwesen Republik Adygeja - Майкоп Краснооктябрьская, 28а
  - 02. Zentrum Regierungsnachrichtenwesen Republik Dagestan - Махачкала-12 Оскара, 6
  - 03. Zentrum Regierungsnachrichtenwesen Republik Inguschetien - Назрань ? пр, 13
  - 04. Zentrum Regierungsnachrichtenwesen Republik Kabardino-Balkarien - Нальчик Ногмова, 47а
  - 05. Zentrum Regierungsnachrichtenwesen Republik Kalmückien - Элиста Губаревича, 8
  - 06. Zentrum Regierungsnachrichtenwesen Republik Karatschai-Tscherkessien - Черкесск Советская, 85
  - 07. Zentrum Regierungsnachrichtenwesen Republik Nordossetien-Alanien (Feldpostnummer 06488) - Владикавказ-40 Мордовцева, 6
  - 08. Zentrum Regierungsnachrichtenwesen Republik Tschetschenien - Грозный п. Ханкала
  - 09. Zentrum Regierungsnachrichtenwesen Bezirk Krasnodar - Краснодар-63 Красноармейская, 20
  - 10. Zentrum Regierungsnachrichtenwesen Bezirk Stawropol (Feldpostnummer 28785) - Ставрополь-25 Ленина пл, 1
  - 11. Zentrum Regierungsnachrichtenwesen Bezirk Astrachan - Астрахань Свердлова, 64
  - 12. Zentrum Regierungsnachrichtenwesen Bezirk Wolgograd - Волгоград-131 п. Латошинка Глубокоовражная, 35
  - 13. Zentrum Regierungsnachrichtenwesen Bezirk Kaukasus - Mineralnyje Wody (Feldpostnummer 01890) - Кисловодск Прудная, 115
- IV. Provolschskiy Föderalbezirk (Nischni Nowgorod)
  - Zentrale Nischni Nowgorod (Feldpostnummer 39268) - Н.Новгород М.Покровская, 1а
  - 01. Zentrum Regierungsnachrichtenwesen Republik Baschkortostan (Feldpostnummer 52133) - Уфа-25 Крупской, 19
  - 02. Zentrum Regierungsnachrichtenwesen Republik Mari El (Feldpostnummer 39297) - Йошкар-Ола Коммунистическая, 3
  - 03. Zentrum Regierungsnachrichtenwesen Republik Mordwinien (Feldpostnummer 02318) - Саранск Толстого, 6а
  - 04. Zentrum Regierungsnachrichtenwesen Republik Tatarstan (Feldpostnummer 28784) - Казань-111 Фукса, 2а
  - 05. Zentrum Regierungsnachrichtenwesen Republik Udmurtien (Feldpostnummer 02312) - Ижевск-57 Свободы, 188
  - 06. Zentrum Regierungsnachrichtenwesen Republik Tschuwaschien (Feldpostnummer 06489) - Чебоксары Маркса, 43
  - 07. Zentrum Regierungsnachrichtenwesen Bezirk Kirow - Киров Ленина, 96
  - 08. Zentrum Regierungsnachrichtenwesen Bezirk Orenburg (Feldpostnummer 10374) - Оренбург 9 Января, 43
  - 09. Zentrum Regierungsnachrichtenwesen Bezirk Pensa (Feldpostnummer 39274) - Пенза Московская, 72
  - 10. Zentrum Regierungsnachrichtenwesen Bezirk Perm (Feldpostnummer 10322) - Пермь 25 Октября, 12
  - 11. Zentrum Regierungsnachrichtenwesen Bezirk Samara - Самара-99 Разина, 37
  - 12. Zentrum Regierungsnachrichtenwesen Bezirk Saratow - Саратов-26 Привокзальная пл, ФЭД, 35/37
  - 13. Zentrum Regierungsnachrichtenwesen Bezirk Uljanowsk - Ульяновск Либкнехта, 9
- V. Föderalbezirk Ural (Jekaterinburg)
  - Zentrale Jekaterinburg - Екатеринбург-14 Вайнера, 4
  - 01. Zentrum Regierungsnachrichtenwesen Bezirk Kurgan - Курган-18 Советская, 93
  - 02. Zentrum Regierungsnachrichtenwesen Bezirk Tjumen (Feldpostnummer 02317) - Тюмень Володарского, 36
  - 03. Zentrum Regierungsnachrichtenwesen Bezirk Tscheljabinsk - Челябинск-91 Коммуны, 70
- VI. Föderalbezirk Sibirien (Nowosibirsk)
  - Zentrale Nowosibirsk - Новосибирск-7 Сибревкома, 7
  - 01. Zentrum Regierungsnachrichtenwesen Republik Altai - Горно-Алтайск-6 Комсомольская, 25
  - 02. Zentrum Regierungsnachrichtenwesen Republik Burjatien (Feldpostnummer 52143) - Улан-Удэ Борсоева, 13а
  - 03. Zentrum Regierungsnachrichtenwesen Republik Tuwa (Feldpostnummer 52172) - Кызыл Красных Партизан, 31
  - 04. Zentrum Regierungsnachrichtenwesen Republik Chakassien - Абакан-17 Щетинкина, 8
  - 05. Zentrum Regierungsnachrichtenwesen Bezirk Altai - Барнаул-65 Ленина пр, 30
  - 06. Zentrum Regierungsnachrichtenwesen Bezirk Krasnojarsk - Красноярск-17 Маркса, 104
  - 07. Zentrum Regierungsnachrichtenwesen Bezirk Irkutsk - Иркутск-13 Литвинова, 12а
  - 08. Zentrum Regierungsnachrichtenwesen Bezirk Kemerowo (Feldpostnummer 02315) - Кемерово-99 Советский пр, 65
  - 09. Zentrum Regierungsnachrichtenwesen Bezirk Nowosibirsk (Feldpostnummer 28788) - Новосибирск-7 Сибревкома, 7
  - 10. Zentrum Regierungsnachrichtenwesen Bezirk Omsk - Омск-99 Ленина, 2
  - 11. Zentrum Regierungsnachrichtenwesen Bezirk Tomsk - Томск Кирова пр, 7 und Гагарина, 56
  - 12. Zentrum Regierungsnachrichtenwesen Bezirk Tschita (Feldpostnummer 51484) - Чита Чайковского, 42
- VII. Fernöstlicher Föderalbezirk (Chabarowsk)
  - Zentrale Chabarowsk - Хабаровск Волочаевская, 144/2
  - 01. Zentrum Regierungsnachrichtenwesen Republik Jakutien - Якутск Дзержинского, 6
  - 02. Zentrum Regierungsnachrichtenwesen Bezirk Primorje - Владивосток Пологая, 43
  - 03. Zentrum Regierungsnachrichtenwesen Bezirk Chabarowsk - Хабаровск Волочаевская, 144
  - 04. Zentrum Regierungsnachrichtenwesen Bezirk Amur - Благовещенск Пионерская, 22
  - 05. Zentrum Regierungsnachrichtenwesen Bezirk Kamtschatka - П-К Советская, 34
  - 06. Zentrum Regierungsnachrichtenwesen Bezirk Magadan - Магадан ФЭД, 1
  - 07. Zentrum Regierungsnachrichtenwesen Bezirk Sachalin - Южно-Сахалинск Сахалинская, 42
  - 08. Zentrum Regierungsnachrichtenwesen Jüdische Autonome Oblast - Биробиджан Октябрьская, 15

## Auslandsniederlassungen/Residenturen
- Berlin (auf dem Gelände der früheren KGB-Residentur im Stadtteil Karlshorst)

1991–2003 FAPSI Außenstelle Berlin,
2003-aktiv SSSI FSO Außenstelle Berlin
Adresse:
„Produktionslager der Botschaft der Russischen Föderation“, Straße am Heizhaus, 10318 Berlin 
- Torrens/Lourdes (Kuba)

1991–2003 aufgelöst FAPSI Außenstelle Torrens/Lourdes, Funkelektronisches Aufklärungszentrum „TERMIT-P“ 

## FAPSI-Personal
16. Verwaltung des KGB
- Nikolai Nikolaevich Andreev (1968-1973)
- Generalmajor Igor Vasilievich Maslow (1973-1990)

Föderale Agentur für Regierungsfernmeldewesen und Information
- General Alexander V. Starowojtow (1991-1998)
- Vladislav Petrovich Sherstyuk (1998-1999) - ehemaliger Leiter der Abteilung Funkelektronische Informationsgewinnung
- Vladimir Georgievich Matykhin (1999-2003) - Spezialist für Kryptographie und Datensicherheit

Service of Special Communications and Information (FSO)
- Yu. P. Kornev (2003-2005)